# Warpath
Warpath är det amerikanska death metal-bandet Six Feet Unders andra fullängdsalbum, som gavs ut den 9 september, 1997 av Metal Blade Records.
Albumet spelades in mellan 14 april och 3 maj 1997 i Morrisound Studios, Tampa, Florida och blev finslipat i Oasis Mastering, Studio City, Kalifornien. Albumet kom i två stycken olika jewelcase-format, den ena i vanligt klart glas och den andra i neongrönt. Spåret "4:20" spelades i den 20 april 1997, vid klockslaget 4:20 PM (i USA) och är 4 minuter och 20 sekunder lång. Det har även getts ut en begränsad digipak som innehåller tre stycken bonusspår.

## Låtförteckning
1. "War Is Coming" – 3:14
2. "Nonexistence" – 3:34
3. "A Journey into Darkness" – 2:17
4. "Animal Instinct" – 4:48
5. "Death or Glory" (Holocaust-cover) – 2:50
6. "Burning Blood" – 3:57
7. "Manipulation" – 2:51
8. "4:20" – 4:20
9. "Revenge of the Zombie" – 2:48
10. "As I Die" – 3:54
11. "Night Visions" – 3:07
12. "Caged and Disgraced" – 3:33

Bonusspår på digipak-utgåvan
1. "Insect" – 2:59
2. "Drowning" – 3:02
3. "Grinder" (Judas Priest-cover) – 4:02

## Medverkande
Musiker (Six Feet Under-medlemmar)
- Chris Barnes − sång
- Allen West − gitarr
- Terry Butler − basgitarr
- Greg Gall − trummor

Produktion
- Brian Slagel – producent
- Bill Metoyer – ljudtekniker
- Mitchell Howell – assisterande ljudtekniker
- Eddy Schreyer – mastering (Oasis Mastering, Studio City, Kalifornien)
- Chris Barnes – omslagskonst, logo
- Brian Ames – grafik
- Tim Hubbard – foto